# Principe d'équivalence en substance

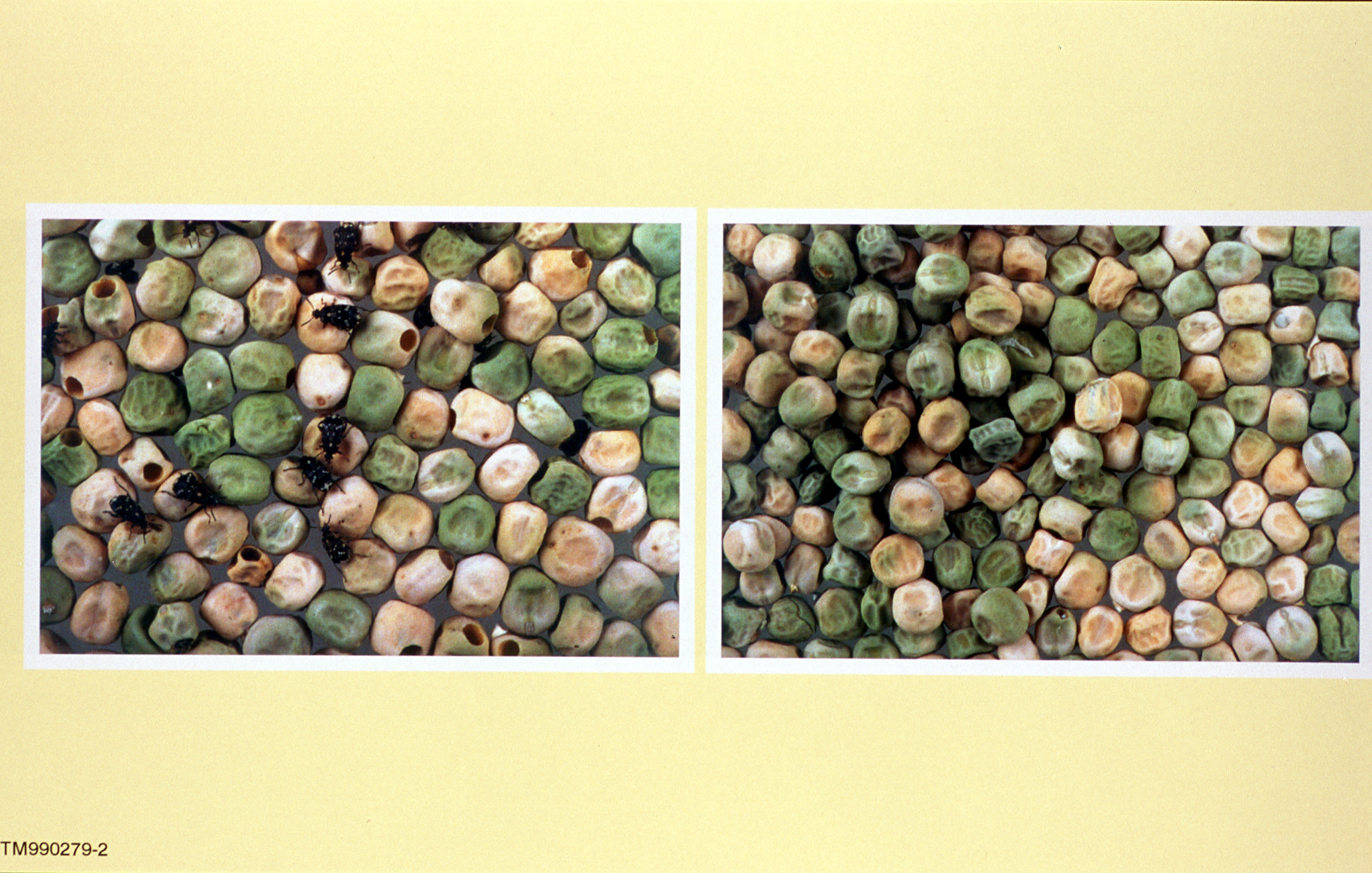
Le Principe d'équivalence en substance postule que si un aliment transformé, ou comme ici une plante génétiquement modifiée (pois, dans le génome duquel on a inséré un transgène lui faisant produire, dans toutes ses cellules, un insecticide) est biomoléculairement similaire à une son homologue "normal", il peut être déclaré aussi « sain » que le second en tant qu'aliment

Le principe d'équivalence en substance ou d'équivalence substantielle (traduction de l'anglais substantial equivalence) est un principe controversé, utilisé depuis les années 1990 dans l'Industrie alimentaire, promu par les industriels pour que les produits alimentaires ultratransformés ou ceux issus des biotechnologies (OGM) soient cadrés par les mêmes règles et législations que les aliments non-transformés.
Il présuppose que, si un aliment transformé ou un composé alimentaire est essentiellement (en termes composition chimique et de nutriments) semblable à un aliment ou à un composé alimentaire existant, il peut être traité de la même manière en ce qui concerne la sécurité alimentaire.
Ce principe appliqué à un OGM, signifie que si cet OGM est jugé « équivalent en substance » à son équivalent naturel ou issu de l'agriculture conventionnelle ou d'une production biotechnologie, il sera déclaré aussi « sain » que l'autre.
Cependant, des objections argumentées ont été faites, notamment quant à sa pertinence éthique, et quant à sa validité scientifique, difficilement démontrable, pour l'évaluation des risques ; selon ses détracteurs, entre autres défauts, il présuppose, sans preuve, que l'équivalence en substance implique une équivalence nutritionnelle ; et il ne compare que la composition chimique de deux aliments alors que les effets de matrices biologiques ou les interactions entre protéines et d'autres molécules ont des effets également très importants en termes de nutrition et de toxicologie). En 1999, dans le journal Nature, Miller, ancien créateur et directeur (de 1989 à 1993) de l'Office de la Biotechnology à la FDA, et ancien membre du groupe d'experts de l'OCDE sur la sécurité des biotechnologies (de 1984 à 1992) estimait qu'on a usé et abusé de ce concept (qu'il a contribué à introduire à la FDA) et qu'il est injustement décrié.

## Histoire
L'expression équivalence substantielle, dans son acception liée à la sécurité alimentaire, semble avoir été mentionnée la première fois en 1993 dans un rapport du Groupe d'experts nationaux de l'OCDE sur la sécurité en biotechnologie, présentant cette approche comme la plus facile et pratique pour évaluer la sécurité des nouveaux aliments issus de plantes transgéniques. Le terme  et ce qu'il sous-tend auraient selon Miller (1999) a été empruntés à une notion antérieurement utilisée par la Food and Drug Administration (FDA) des États-Unis, pour évaluer une classe de nouveaux dispositifs médicaux ne différant pas matériellement de leurs prédécesseurs, et ne soulèvent donc a priori pas de nouvelles préoccupations réglementaires.
Ce concept est utilisé peu après l'apparition des aliments issus de plantes transgéniques (la première plante OGM date de 1983), d'abord par la Food and Drug Administration américaine, pour apprécier et déclarer l'innocuité des OGM.
En 1996, une consultation mixte FAO/OMS se penche sur 3 hypothèses/scenarii d'évaluation de l'équivalence en substance, dont deux concernent les OGM. Ils émettent les recommandations suivantes : 

« Lorsqu'on a établi une équivalence en substance à l'exception de certaines différences définies, il faut effectuer une autre évaluation de la sécurité focalisée sur ces différences. Une approche séquentielle doit se concentrer sur le ou les nouveaux produits géniques et leurs structure, fonction, spécificité et antécédents d'utilisation. 
Si les nouveaux produits géniques peuvent poser des problèmes de sécurité, il faut peut-être procéder à d'autres études in vitro et/ou in vivo. Le fait de ne pas parvenir à établir une équivalence en substance ne veut pas nécessairement dire que le produit alimentaire n'est pas sûr. 
Tous les produits de ce type n'auront pas besoin de subir des tests approfondis d'innocuité. Le concept de tout programme de test doit être établi au cas par cas en tenant compte des caractéristiques de référence de l'aliment ou du constituant alimentaire. Les objectifs doivent être clairs et la conception de l'expérience particulièrement minutieuse.

D'autres études, dont des essais d'alimentation sur des animaux, peuvent s'avérer nécessaires, surtout si le nouvel aliment est destiné à remplacer une partie importante du régime alimentaire.».
Il a ensuite été rapidement promu en France (Ex, Gérard Pascal (INRA) écrivait en 1997 au nom du Centre national d'études et de recommandations sur la nutrition et l'alimentation (CNRENA): « Lorsque cette equivalence en substance est démontrée, sur la base de données analytiques (nutriments caractéristiques, composés antinutritionnels ou toxiques) et d'une connaissance précise de la nature des constructions génétiques introduites, aucune autre démonstration de la salubrité ne s'impose », mais avec des détracteurs (Jean-Pierre Berland de l'INRA, dans un texte intitulé 
Ogm ou la science contre la démocratie le qualifie de « scientifiquement ridicule » ; selon lui ce principe qui fonde maintenant la « sécurité alimentaire » a été promu par les industriels, car il « permet de court-circuiter les tests coûteux et longs qui grevaient les profits des agrotoxiques chimiques », et il permet aux fabricants « de changer subrepticement le statut des pesticides : de produits toxiques à éliminer autant que possible de notre alimentation, ils sont en train d'en faire des constituants de notre alimentation » (près de 100% des OGM produit à cette époque rappelle-t-il produisent une toxine insecticide, ou absorbent un herbicide sans mourir, ou ces deux traits se retrouvent simultanément dans une même plante).
Au début des années 2000, l'Industrie s'emploie, à harmoniser les documents cadrant l'utilisation de ce principe
Cependant, dans l'UE, un règlement 1829/2003 stipule que : « (...) Si l'équivalence substantielle est une étape essentielle du processus d'évaluation de l'innocuité des aliments génétiquement modifiés, elle ne constitue pas une évaluation de l'innocuité en soi [...] Les nouvelles procédures d'autorisation des denrées alimentaires et aliments pour animaux génétiquement modifiés devraient reprendre les nouveaux principes introduits dans la directive 2001/18/CE. Elles devraient, en outre, utiliser le nouveau cadre d'évaluation des risques en matière de sécurité des denrées alimentaires fixé par le règlement (CE) n° 178/2002 ».
Eric Meunier, en 2008, dans le Courrier de l'environnement de l'INRA, notait que l'on affirme souvent, à tort, que « l'Union européenne utilise le principe de précaution et que les États-Unis utilisent le concept de l'équivalence en substance ». L'UE cherche au contraire à associer les deux approches, qui ne peuvent par ailleurs être comparées, souligne l'auteur, car n'étant pas de même nature. En se basant sur les exigences des législations européennes et des avis publiés par l'Agence européenne de sécurité alimentaire (European Food Safety Agency, EFSA), E. Meunier estime que l'équivalence en substance, si elle est appliquée de manière limitée, « comme ce sera peut-être le cas dans un futur proche », ne respecte pas complètement le principe de précaution.
Les méthodes d'évaluation de l'« équivalence substantielle » ont évolué, « en réaction à la controverse du débat sur les organismes génétiquement modifiés et aux problèmes de légitimité des procédures réglementaires », selon un article en ligne.

## Comment est évaluée l'équivalence en substance?
Les évaluations d'équivalence en substance sont présentées comme faites pour déterminer si des nutriments ou antinutriments dans la composition de la plante utilisée pour l'élevage ou l'alimentation ont changé.
Si dans un aliment ultratransformé ou dans un produit issu des biotechnologies on ne trouve pas de différence dans la composition en nutriment ou anti-nutriments par rapport à son équivalent conventionnel, il est considéré comme substantiellement équivalent.
Pour cela, on analyse les nutriments essentiels que sont les vitamines, les minéraux, les acides gras, les glucides, les acides aminés, ainsi que des toxines naturellement présentes telles que le glucosinolate, la solanine, les protéines allergisantes connues pour être présentes dans les aliments comme le soja, le blé. Le nombre de constituants à comparer est généralement limité à ceux jugés nécessaires pour assurer que la semence ou l'aliment sont équivalents.

## Pays appliquant l'équivalence en substance pour les OGM
Aux États-Unis et au Canada, ce principe est depuis le milieu des années 1990 mis en avant par l'Industrie alimentaire et biotechnologique, et appliqué pour l'autorisation de mise sur le marché d'OGM, et il n'existe pas de mesures particulières pour les produits génétiquement modifiés qui soient fondées sur le caractère spécifique du processus de transgenèse dont ils sont issus.

## Limites et critiques du principe d'équivalence en substance
Dans le journal Nature, en 1999, trois chercheurs anglais, Erik Millstone, Eric Brunner et Sue Mayer s'inquiètent du fait qu'on n'ait pas encore publié de définition précise et consensuelle de ce concept controversé.
En France, la Commission du génie biomoléculaire (CGB) dans le cadre de l'évaluation du risque toxicologique des OGM, a publié, en 2002, le compte rendu  d'une présentation intitulé  Evaluation de l'équivalence en substance, faite par un expert néerlandais (Hubert P.J.M. Notborn qui a travaillé parmi les premiers sur l'évaluation du Bt, et qui travaillait alors sur l'évaluation toxicologique des OGM aux Pays-Bas et pour l'UE,, invité à présenter un état de l'art devant la CGB réunie à Paris les 27 et 28 septembre 2002.
En 2000, deux nutritionnistes autrichiens (W.KNovak e A.GHaslberger), sur la base d'exemples concrets d'études d'équivalences en substance antérieurement réalisées, notent que plusieurs documents de notifications ne contenaient « aucune déclaration, même sur les toxines végétales inhérentes essentielles et les antinutriments (...). Par exemple, des données sur les phytates dans le maïs modifié n'ont été fournies que dans un seul des quatre documents. Des variations significatives de la teneur en ces composés dans les plantes parentales et modifiées, notamment dues aux influences environnementales, ont été observées : le stress hydrique, par exemple, a été rendu responsable d'une augmentation significative des niveaux de glucosinolates allant jusqu'à 72,6 μmol/g de tourteau (résidu) dans les plantes de colza modifiées et parentales en essais sur le terrain par rapport aux concentrations standard recommandées inférieures à 30 μmol/g. ». Les auteurs en déduisent que « les constituants des cultures modifiées nécessitent plus d'attention » et que « des lignes directrices cohérentes, spécifiant les données des composés pertinents qui doivent être fournies pour les documents de notification d'organismes spécifiques, doivent être établies ».
H. Notborn y explique qu'à ce moment (2002), il n'existe pas de moyens de déterminer une dose sans effet nocif observable (NOAEL) dans une plante cultivée entière, et qu'on ne dispose pas encore de « comparateur avec un fond génétique similaire » et qu'il est donc « souhaitable de développer de nouvelles méthodes permettant le dépistage simultané des changements potentiels dans la physiologie de la plante génétiquement modifiée, comme cela a également été recommandé par l'OCDE via une réponse à la réunion du G8 2000 à Okinawa, au Japon ».
A la même époque, l'UE consciente de ces problème, a donc co-parrainé la mise au point de « nouvelles méthodologies d'évaluation du potentiel d'effets non-intentionnels dans les cultures alimentaires génétiquement modifiées ».

Ce projet a recherché des méthodes de démonstration de l'équivalence substantielle, via une analyse dite non ciblée (« criblage simultané d'un maximum de composants sans connaissance a priori de leur structure et de leur fonction au niveau du génome, du protéome et du métabolome » ce qui semblait devenu possible grâce aux progrès conjoints des biostatistiques, de la génomique (puces à ADN...), de la protéomique et la métabolomique susceptibles de montrer d'éventuelles perturbations métaboliques potentielles involontairement induites par l'insertion de transgènes dans les plantes GM. Il est nécessaire de créer une base de données de protéines végétales et de les corréler avec des fonctions biologiques ; ensuite une analyse multi-compositionnelle des composés biologiquement actifs trouvés les plantes (nutriments, facteurs antinutritionnels, toxines, perturbateurs endocriniens ou autres composés pertinents du métabolome, que l'on peut identifier par exemple via la chromatographie en phase gazeuse, la chromatographie liquide à haute performance et la résonance magnétique nucléaire) pourrait alors permettre d'étudier des effets intentionnels et/ou non intentionnels induits par la modification génétique,. Il faudrait aussi tenir compte de caractéristiques génétiques (cultivar, individu, lignées isogéniques, hétérosis) et de facteurs contextuels  agronomiques (sol, engrais, produits phytosanitaires), environnementaux (effet de localisation, de microclimats, de la météo, du moment de la journée et du degré de maturité de la plante lors du prélèvement), des maladies et interactions bénéfiques plantes-microbes-champignons, d'effets post-récoltes, ce qui implique a minima de répéter les analyses sur des échantillons provenant de récoltes différentes et sur plusieurs de saisons.
Le projet GMOCARE, basé sur l'analyse non ciblée telle que présenté ci-dessus a montré des effets intentionnels, mais aussi non-intentionnels, au sein d'une ou plusieurs voies métaboliques. De plus le degré de phénotype pouvait changer d'une descendance à l'autre, ce qui amène une question importante : « l'équivalent substantiel change-t-il au cours de la succession ? » (question posée en conclusion du document, mais que l'auteur laisse en suspens).
Dans les cas particulier des OGM insecticides (ex : MON 810, un maïs sécrète une toxine insecticide, le Bt) la plante est en Amérique du Nord considérée comme substantiellement équivalente au maïs normal (puisque les nutriments principaux sont les mêmes) ; elle est donc  évaluée comme une variété traditionnelle de maïs. Cependant les cellules de nombreux types de plantes transgéniques ont été modifiées pour sécréter un insecticide, que donc toute la plante contient. Les tenants du principe de précaution souhaiteraient donc que ce type d'OGM soit aussi évalué selon les règles et méthodes utilisées pour les insecticides (analyse toxicologique, et écotoxicologiques, etc.) et non pour leurs seuls facteurs nutritionnels).

### Limites éthiques
A deux reprises, en 2000 et 2002, dans la revue Journal of Agricultural and Environmental Ethics Sylvie Pouteau reproche également à ce concept, outre un manque de pertinence scientifique, d'être trompeur et très réducteur, d'une part car il présuppose et implique que les aliments peuvent être qualifiés sur une base purement substantielle, et d'autre part car « il ignore le contexte dans lequel ces produits ont été élaborés et apportés au consommateur en bout de chaîne alimentaire ». Or, le débat alimentaire « montre clairement que ce modèle technocratique n'est plus accepté ; la nourriture est bien plus qu'une simple substance physico-chimique : elle englobe des valeurs telles que la qualité et l'éthique », qui « nécessitent la mise en place de nouveaux processus démocratiques d'évaluation transversale et transdisciplinaire en partenariat avec la société »,. S Pouteau suggère la création d'un cadre éthique d'équivalence, une sorte d'« Assurance éthique » qui serait une contrepartie à l' Assurance Qualité telle que mise en place dans le secteur alimentaire,. L'auteure invite la société et les filières alimentaires à utiliser l'éthique comme base pour refonder le concept de chaîne alimentaire, en l'appuyant sur des « Standards d'Assurance Ethique ».
Durant pus de 20 ans, le philosophe Paul B. Thompson a cherché à analyser les enjeux et questions éthiques et philosophiques soulevées par les utilisations des biotechnologies dans l'industrie alimentaire et  agro-alimentaire, avec notamment deux ouvrages (dont l'un paru en 1997) sur les aspects éthiques de l'évaluation des risques et le principe de précaution, de l'étiquetage, de la modification par la transgenèse, du clonage et du brevetage du Vivant, et de leurs effets sur les communautés agricoles traditionnelles des pays riches et pauvres.